# Clematis manipurensis
Clematis manipurensis är en ranunkelväxtart som först beskrevs av Brühl, och fick sitt nu gällande namn av Wen Tsai Wang. Clematis manipurensis ingår i släktet klematisar, och familjen ranunkelväxter. Utöver nominatformen finns också underarten C. m. lasioclada.